# اسأل النجوم
اسأل النجوم (بالكورية: 별들에게 물어봐)؛ هو مسلسل تلفزيوني كوري جنوبي، من بطولة إي من هو، غونغ هيو جن، هان جي يون، أوه سونغ-سي. يصور المسلسل اللقاء المشؤوم لسائح فضاء ورائدة فضاء في محطة فضائية. عرض على قناة تي في ان في 4 يناير الى 23 فبراير 2025، بث فترة السبت والأحد الساعة 21:20 بتوقيت (KST). وهو متاح في نتفليكس دوليا.

## القصة
جونغ ريونغ (لي مين هو) طبيب توليد وهو الصهر المحتمل لأكبر مجموعة ثرية MZ. لديه مهمة سرية لا يستطيع أن يخبر أحداً عنها. في مهمته السرية، يدفع مبلغًا كبيرًا من المال للسفر إلى المحطة الفضائية كسائح فضائي. في المحطة الفضائية، يتلقي إيف كيم (كونغ هيو جين) هناك. إنها عالمة فضاء من النخبة وتقوم حاليًا بأول مهمة لها في المحطة الفضائية كقائدة. إنها تسعى إلى الكمال وتتبع القواعد بصرامة ولا تتسامح مع أي خطأ في منطقة تكمن فيها المخاطر. من بين أفراد طاقمها عالم الابحاث كانغ كانغ سو (أوه جونغ سي)، وهو الابن الثاني لعائلة تدير شركة مالية عالمية.

## طاقم
- لي مين هو في دور جونج ريونغ[10]

طبيب أمراض النساء والتوليد ، لديه إحساس قوي بالمسؤولية ينتهي به الحال في محطة الفضاء كسائح.
- جونغ هيو جين في دور ايف كيم[10]

رائدة فضاء أمريكية من أصل كوري.
- هان جي اون في دور تشوي جو-اون[11][12]

الرئيسة التنفيذية لشركة ميرا للإلكترونيات. وهي ابنة رئيس مجلس إدارة مجموعة مي را، تشوي جاي ريونغ، والخطيبة المستقبلية لغونغ ريونغ.
- أوه سونغ-سي في دور كانغ سو[13]

خبير التجربة الفضائية، كان في المحطة الفضائية لمدة 10 أشهر.
- كيم جو-هون في دور بارك دونغ ها[14]

رائد فضاء مخضرم، زار المحطة الفضائية ثلاث مرات وهو عضو في مركز التحكم.
- لي إل في دور كانغ تاي هي[15]

رائدة فضاء مشهورة عالميًا وأول امرأة كورية أمريكية تصبح نائبة رئيس مركز IOU الفضائي.
- بارك يي يونغ في دور ما أون سو[16]

شريك التجارب الخاصة بـ مركز التحكم الفضائي.
- لي تشو هي في دور دونا لي[15]

عالمة فضاء مسؤولة عن النباتات وشقيقة دونا لي التوأم.
- هيو نام جون في دور لي سونغ جون[15]

عالم فضاء.
- جيون سو كيونغ في دور جي هوا جا[17]

والدة ريونغ.
- كيم إيونج سو بدور تشوي جاي ريونج[18]

رئيس مجلس إدارة مجموعة MZ.
- بايك إيون هاي في دور نا مين جونغ[18]

طبيبة اطفال في مستشفى MZ..
- تشوي جونج وون في دور جانغ مي هوا[17]

### ظهور خاص
- بارك جين جو[19]
- جو جونغ سوك كمذيع أخبار

## الاستقبال
تلقى المسلسل استقبالا سيئا، حيث وصف انه عمل قديم الطراز من حيث تطور الاحداث وسرد القصة، كما وصلت بعض الحلقات بين 1% و 2% في نسبة المشاهدة، وهي تعتبر نسبة محبطة مقارنة بتكاليف الانتاج 50 مليار وون، كما انخفضت أسهم شركة سي جاي إي إن إم وشركتها التابعة استوديو دراغون.

## المشاهدات
| الموسم | الموسم | رقم الحلقة | رقم الحلقة | رقم الحلقة | رقم الحلقة | رقم الحلقة | رقم الحلقة | رقم الحلقة | رقم الحلقة | رقم الحلقة | رقم الحلقة | رقم الحلقة | رقم الحلقة | رقم الحلقة | رقم الحلقة | رقم الحلقة | رقم الحلقة | المتوسط |
| الموسم | الموسم | 1          | 2          | 3          | 4          | 5          | 6          | 7          | 8          | 9          | 10         | 11         | 12         | 13         | 14         | 15         | 16         | المتوسط |
| ------ | ------ | ---------- | ---------- | ---------- | ---------- | ---------- | ---------- | ---------- | ---------- | ---------- | ---------- | ---------- | ---------- | ---------- | ---------- | ---------- | ---------- | ------- |
|        | 1      | 890        | 969        | 628        | 440        | 462        | 721        | 425        | 521        | 500        | 673        | 454        | 572        | 436        | 454        | 393        | 593        | 590     |

| الحلقات | تاريخ البث     | تقييمات (نيلسن كوريا) | تقييمات (نيلسن كوريا) |
| الحلقات | تاريخ البث     | على الصعيد الوطني     | سيئول                 |
| ------- | -------------- | --------------------- | --------------------- |
| 1       | 4 يناير 2024   | 3.324%                | 3.818%                |
| 2       | 5 يناير 2025   | 3.883%                | 3.910%                |
| 3       | 11 يناير 2025  | 2.237%                | 2.679%                |
| 4       | 12 يناير 2025  | 2.781%                | 3.042%                |
| 5       | 18 يناير 2025  | 1.8%                  | 1.939%                |
| 6       | 19 يناير 2025  | 2.905%                | 3.076%                |
| 7       | 25 يناير 2025  | 1.826%                | 2.144%                |
| 8       | 26 يناير 2025  | 2.199%                | 2.321%                |
| 9       | 1 فبراير 2025  | 2.075%                | 2.078%                |
| 10      | 2 فبراير 2025  | 2.693%                | 2.791%                |
| 11      | 8 فبراير 2025  | 1.898%                | 1.786%                |
| 12      | 9 فبراير 2025  | 2.073%                | 2.039%                |
| 13      | 15 فبراير 2025 | 1.852%                | 2.103%                |
| 14      | 16 فبراير 2025 | 1.928%                | 1.980%                |
| 15      | 22 فبراير 2025 | 1.783%                | 2.097%                |
| 16      | 23 فبراير 2025 | 2.550%                | 2.517%                |
| متوسط   | متوسط          | 2.363%                | 2.520%                |

## الإنتاج

### ينتج
المسلسل من إخراج بارك شين-وو (مخرج SBS سابقا)، الذي شارك في إخراج مسلسل الشبح (2012)، ملكة الطموح (2013)، عيون الملاك (2014)، الغيرة المتجسدة (2016)، لقاء غير متوقع (2018)، لا بأس إن لم تكن بخير (2020). ومن كتابة سيو سوك-هيانغ التي كتبت مسلسل الغيرة المتجسدة (2016)، عائلة حديدية (2024). ومن تخطيط إستوديو دراغون وانتاج من قبل كي ايست انترتينمنت وإم إي إم إنترتينمنت بتكلفة 50 مليار وون.

### طاقم
في 18 نوفمبر 2021 ، تم الكشف عن أن لي مين هو وجونج هيو-جين كانا في محادثات لتولي الأدوار الرئيسية لمسلسل جديد من تأليف الكاتبة سيو سوك هيانغ. في 26 يناير 2022 ، أعلن عن اوه سونغ جي قد تلقى عرض للإنضمام في المسلسل ولا يزال قيد المراجعة. في 28 مارس 2022 ، تم تأكيد لي وجونج لدور البطولة.

### التصوير
بدأ تصوير المسلسل في أبريل 2022. في 22 نوفمبر 2022 ، نشرت أول لقطات من المسلسل.

## روابط خارجية
- أسال النجوم على موقع IMDb (الإنجليزية)
- أسال النجوم على موقع نتفليكس (الإنجليزية)
- أسال النجوم على موقع فيلمافينيتي (الإسبانية)
- أسال النجوم على موقع ألو سيني (الفرنسية)
- أسال النجوم على موقع قاعدة بيانات الفيلم (الإنجليزية)
- اسأل النجوم على هانسينما